# گواینابو، پورتوریکو
گواینابو (به انگلیسی: Guaynabo) یک شهرداری در پورتوریکو است.

## خصوصیات
گواینابو ۷۰٫۲ کیلومترمربع مساحت و ۹۷٬۹۲۴ نفر جمعیت دارد.